# RingUp
RingUp-kedjan är en svensk återförsäljare av telekomprodukter. Kedjan bildades på initiativ av ett tjugotal återförsäljare för Ericsson vid ett gemensamt möte i Jönköping 1989. Vid utgången av år 2010 fanns det 58 butiker i landet. RingUp-Kedjan ägs av Electragruppen.